# Sean Gullette

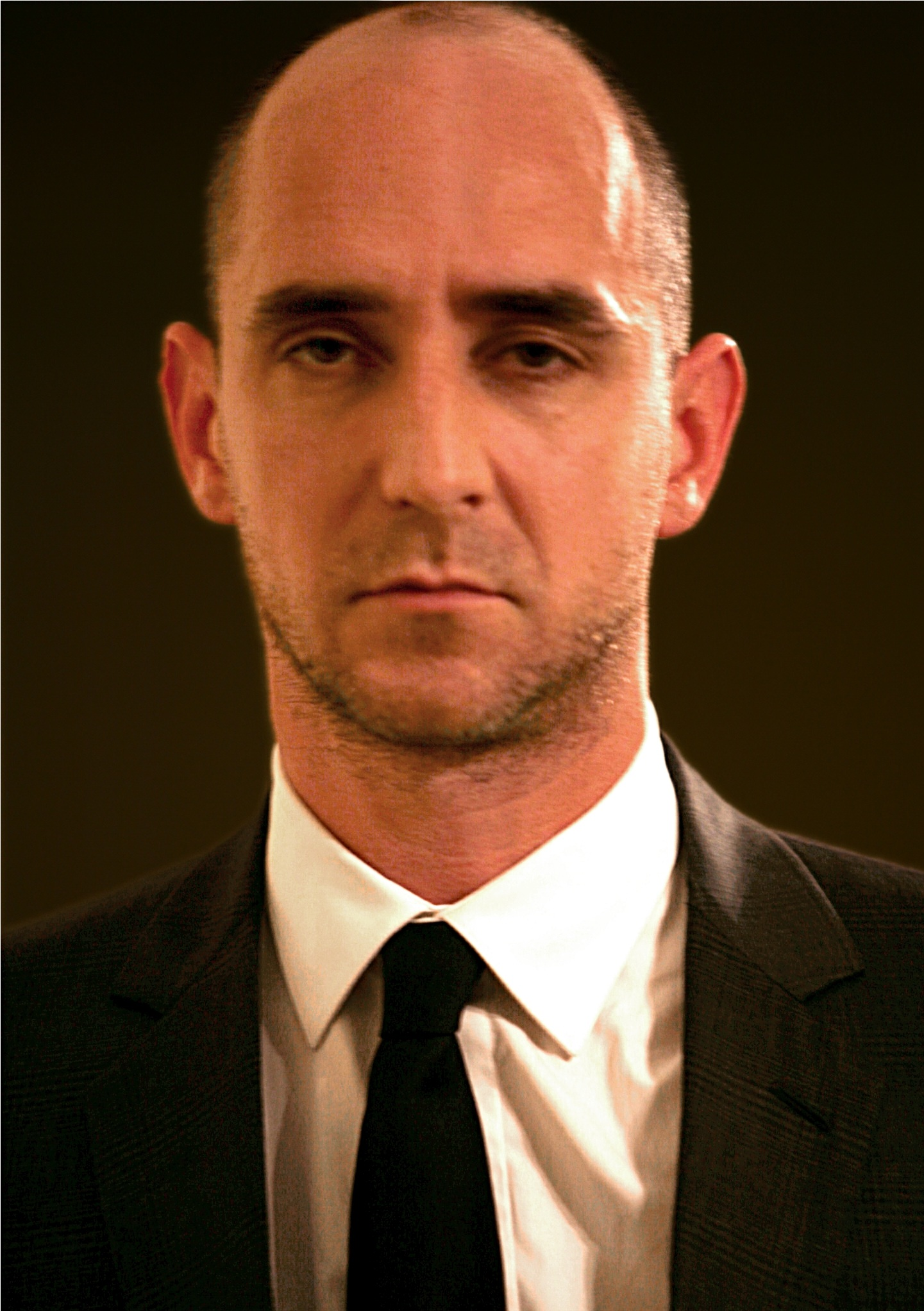
Sean Gullette

Sean Gullette (Boston, 4 juni 1968) is een Amerikaans acteur en schrijver.
Gullette studeerde in 1991 af in de literatuur aan Harvard. Ook volgde hij acteerlessen in New York en Londen.
Gullette werd voor het eerst bekend als Max Cohen, in Pi (1998), de debuutfilm van Darren Aronofsky die hij op Harvard had leren kennen. Voor deze film had hij ook het verhaal deels geschreven en ontwierp hij de website. Daarvoor speelde hij al in Aronofsky's afstudeerwerk Supermarket Sweep en Nicole Zaray's Joe's Day. Ook had hij rollen in Happy accidents (2000)  en Requiem for a Dream (2000).
In het theater speelde hij onder meer de stukken Peer Gynt (Henrik Ibsen), No exit (Jean-Paul Sartre) en Curse of the starving class (Sam Shepard). De laatste werd ook door hem geregisseerd.
- Bibsys: 10070381
- Bibliothèque nationale de France: cb141842540 (data)
- Gemeinsame Normdatei: 173744745
- International Standard Name Identifier: 0000 0003 7484 484X
- Library of Congress Control Number: no99078342
- Nationale Bibliotheek van Israël: 987012356652505171
- Nederlandse Thesaurus van Auteursnamen: 185649378
- Système universitaire de documentation: 070706530
- Virtual International Authority File: 199875019
- WorldCat: E39PBJpV38TwjM4VqM3tgbpHG3